# Clase Truxtun
La clase Truxtun fue una clase de destructores estadounidenses que sirvieron durante la Primera Guerra Mundial.

## Historial
Todos ellos fueron construidos por la Maryland Steel Company y asignados en 1902. Tras prestar servicio durante la Primera Guerra Mundial, fueron vendidos en 1920 y convertidos en buques mercantes.
Formaban parte de los 16 destructores autorizados por el Congreso de los Estados Unidos en 1898, y su función básica durante la Primera Guerra Mundial fue la escolta de convoyes.

### Primera Guerra Mundial
Truxtun y Whipple sirvieron primero en la costa este y luego en la costa oeste antes de la Primera Guerra Mundial. Worden participó en tareas de entrenamiento de reserva en la costa este y actuó como licitador de submarinos entre 1914 y 1917. Los tres sirvieron en el Atlántico durante la participación de EE. UU. en la Primera Guerra Mundial. Después del Armisticio , todos fueron vendidos para desguace o conversión comercial en 1919.

### Servicio comercial
El 3 de enero de 1920, los tres se vendieron por centavos la libra a Henry A. Hitner's Sons Company para su desguace. En cambio, Hitner decidió venderlos como transportadores de frutas a motor; Tenía sentido ya que las embarcaciones eran lo suficientemente poco profundas para maniobrar a través de las estrechas vías fluviales de la empresa frutícola, como el Canal Snyder en Panamá, y, con su conjunto de ingeniería reducido y sin armamento, aún eran lo suficientemente rápidos y económicos para hacer el trabajo. Con sus viejas revistas y una de sus salas de calderas convertidas en bodegas de plátanos, podían contener hasta 15,000 tallos de fruta.
Los barcos fueron reconstruidos, desechando sus viejas suites VTE y calderas por un par de Atlas Imperial Diesel económicos de 12 cilindros, una compañía conocida por equipar remolcadores y arrastreros, que generan 211 NHP y permiten una velocidad sostenida de 15 nudos. Esto eliminó los cuatro embudos de carbón, reemplazándolos con una serie de respiraderos de capó altos y una sola pila de diésel en la popa. Así reconstruido, su peso figuraba como 433 TRB con una longitud de 264 pies y una profundidad de bodega de 14 pies. La tripulación se redujo a un oficial y 17 manos. Pintados de ante por encima de la línea de flotación para ayudar a reflejar el calor, todavía tenían sus líneas de galgo. Sirvieron en el "Boom del plátano" de la década de 1920. Las hermanas fueron registradas en 1921 por Robert Shepherd en Nicaragua y pronto se usaron en las rutas bananeras a Galveston y Nueva Orleans.
En 1922, los barcos habían sido incautados por RA Harvin, el alguacil de los Estados Unidos en Texas, después de un proceso por difamación, y vendidos en subasta pública a un tal Harry Nevelson, quien a su vez los revendió rápidamente a la Mexican-American Fruit Company, y en algún momento poco después navegaban para la Southern Banana Co.
En 1925, el trío formaba parte de la advenediza Standard Fruit & SS Co de los hermanos Vaccaro, con sede en Nueva Orleans (ahora parte de Dole).
En 1933, Lloyds lo incluyó como propiedad de American Fruit & SS Corp, que luego se ajustó a "Seaboard SS Corp (Standard Fruit, Mgrs)" en listados posteriores, de Bluefields, Nicaragua, con un tonelaje de 546 TRB. En 1939, Worden figuraba como propiedad de Bahamas Shipping Company y con un tonelaje ajustado a 433 TRB.

### Segunda Guerra Mundial
Bahamas Shipping Company trató de hacer que Worden fuera lo más neutral posible. Sin embargo, el 1 de mayo de 1942 tuvo un encontronazo con La Paz, recién dañada por el U-109 . Worden remolcó el barco dañado, después de enviar un mensaje informando del torpedeo. Acto seguido, muchos autores incautan y afirman que el U-109 embolsado tanto a La Paz como al ex destructor. Sin embargo, ambos barcos sobrevivieron, La Paz quedó varado, y Worden, ileso, permaneció en el registro de Lloyd. Un registro la tiene como desechada en 1956.
Sus hermanas Truxtun y Whipple fueron desguazadas alrededor de 1956.

## Buques de la clase
Hubo tres destructores de esta clase en la Armada de los Estados Unidos:
- USS Truxtun (DD-14) (1902-1919)
- USS Whipple (DD-15) (1902-1919)
- USS Worden (DD-16) (1902-1919)